# ミナミオロシザメ
ミナミオロシザメ(Oxynotus bruniensis)はオロシザメ科に属するサメの一種。オーストラリア・ニュージーランド温帯域に生息する。75センチメートルに達し、体色は茶-灰色、体は太く大きなこぶを持ち、皮膚は非常に粗い。2つの背鰭は接近しており大きい。
大陸棚縁・大陸斜面の海底近くに生息し、ゆっくり動き回りながら小さな底生生物を捕食すると考えられる。無胎盤性胎生で産仔数7。稀に底引き網で混獲されるが、IUCNは情報不足としている。

## 分類
オーストラリアの魚類学者James Douglas Ogilbyによって、タスマニア南東沖のブルニー島砂浜で発見された個体の乾燥標本に基づいて記載された。1893年に科学誌Records of the Australian Museumに発表され、Tasmanian Museum and Art GalleryのキュレーターAlex Mortonの要請により、模式標本産地に基づいてCentrina bruniensisと命名された。その後Centrina属はOxynotus属のシノニムとされた。

## 分布
温帯性の稀種であり、ニューサウスウェールズ州のCrowdy Headからタスマニア南部沿岸、西オーストラリア州エスペランスまで分布する。また、ニュージーランド沖・チャタム海膨・チャレンジャー海台・キャンベル海台でも見られる。大陸棚外縁、上部大陸斜面の海底に生息。深度45 - 1,067メートルで報告されているが、通常は350 - 650メートルに生息する。

## 形態

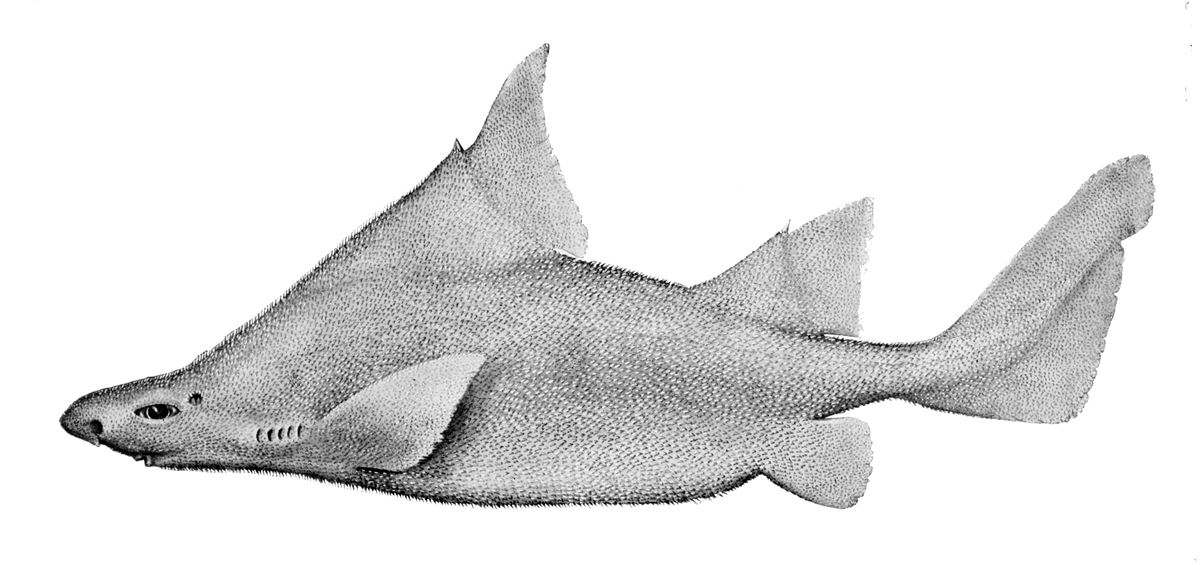
背中のこぶと長い背鰭が特徴

非常に太い体と盛り上がった背で容易に識別できる。頭は少し平たく、丸く短い吻がある。鼻孔は大きく、間隔は狭い。眼の直後には小さく丸い噴水孔がある。口は真横方向で比較的小さく、口角から始まる深い溝に囲まれている。唇は非常に厚く、乳頭突起を持つ。歯列数は上顎で12 - 19、下顎で11 - 13。上顎歯は小さく、細く直立した咬頭があるが、下顎歯は大きく、幅広い三角形でナイフ状の咬頭がある。鰓裂は5対。
体断面はほぼ三角形。2つの背鰭は大きな三角形で、頂点は帆に似る。背鰭の前部は肉質で、棘が埋め込まれて先端が突き出す。第一背鰭は鰓裂の上、胸鰭の前から始まり棘は前傾する。第二背鰭はそれより小さく、第一背鰭との間隔は第二背鰭の基底より短い。腹鰭は第二背鰭の直下に位置し、それより小さい。腹部の胸鰭 - 腹鰭間にかけて、1対の太い隆起が走る。臀鰭はない。尾鰭は大きく、上葉の先端近くに切欠きがある。皮膚は細いナイフ状の先端を持つ大きな皮歯に覆われ、非常に粗い。体色は一様な茶 - 灰色で、胸鰭・腹鰭の後縁は半透明。最低でも75センチメートル、おそらく91センチメートルまでは成長する。

## 生態
巨大な肝臓に大量の肝油を蓄えているため、海底から浮きながらゆっくり泳ぐことができる。餌は非常に専門化されていて、全頭亜綱の卵のみとされている。無胎盤性胎生。捕獲個体によると卵巣は7 - 8個の成熟卵を含み、ある個体の子宮内には7つの胚があった。出生時は約24センチメートル。雄は55 - 60センチメートル、雌は67センチメートル以上で性成熟する。単生類のAsthenocotyle taranakiensisが寄生することが知られている。

## 人との関連
底引き網で時折混獲されるが、おそらく廃棄されている。一時期より混獲数は減少していると見られるが、IUCNは情報不足としている。